# ...And the Women Who Love Them
...And the Women Who Love Them es el cuarto EP de la banda de punk rock estadounidense The Mr. T Experience, publicado en 1994 por Lookout! Records. Fue el primer lanzamiento de la banda con el baterista Jim "Jym" Ruzicka, reemplazando al miembro fundador Alex Laipeneiks quien dejó la banda el año anterior. Fue grabado en el momento en que la banda se separaría permanentemente, y su lanzamiento ayudó a rejuvenecer creativamente el grupo. Poco después del lanzamiento el bajista Aaron Rubin dejó la banda y fue reemplazado por Joel Reader.
En 2002 ...And the Women Who Love Them se relanzó como una "Edición especial" el cual incluye numerosos bonus track siendo una compilación de casi todos los sencillos de la banda, tomas falsas, y pistas raras de 1994 a 1997, así como también notas detalladas que explican este período de la historia de la banda y la grabación de las canciones.

## Lista de canciones
Todas las canciones escritas y compuestas por Dr. Frank except where noted. 
| N.º | Título                        | Duración |  |
| 1.  | «Tapin' Up My Heart»          |          |  |
| 2.  | «My Stupid Life»              |          |  |
| 3.  | «I Believe in You»            |          |  |
| 4.  | «All My Promises»             |          |  |
| 5.  | «Checkers Speech»             |          |  |
| 6.  | «We Hate All the Same Things» |          |  |
| 7.  | «Now That You Are Gone»       |          |  |